# Chapelle du Sacré-Cœur de Jésus à Vaasa
La chapelle du Sacré-Cœur de Jésus (en finnois : Jeesuksen Pyhän Sydämen kappeli) est une chapelle catholique située à Vaasa en Finlande.